# Nemidia tamarae
Nemidia tamarae är en ringmaskart som beskrevs av Annenkova 1952. Nemidia tamarae ingår i släktet Nemidia och familjen Polynoidae. Inga underarter finns listade i Catalogue of Life.